# شرف الدين المرسي
شرف الدِّيْنِ أَبُو عَبْدِ اللهِ مُحَمَّدُ بنُ عَبْدِ اللهِ بنِ مُحَمَّدِ بنِ أَبِي الفَضْلِ السُّلَمِيّ المُرْسِيّ الأَنْدَلُسِيّ، أحد علماء أهل السنة والجماعة ومن أعلام التصوف السني في القرن السابع الهجري، كان عالمًا بالأدب والنحو والتفسير والحديث، قال عنه الذهبي: «الإمام العلامة البار القدوة ذو الفنون، كان متضلعاً الإمام العلم، جيد الفهم، متين الديانة، وكان من أعيان العلماء، ذا معارف متعددة، وله مصنفات مفيدة».

## حياته
كان ضريرًا، ولد في مرسية في الأندلس في أول سنة 570 هـ الموافق 1174، تنقّل في الأندلس، وزار خراسان وبغداد، وأقام مدة في حلب ودمشق، وحج وعاد إلى دمشق، وسكن المدينة المنورة، ثم انتقل إلى مصر سنة 624 هـ. سمع الموطأ من المحدّث أبي محمد بن عبيد الله الحجري في سنة 590 هـ، وسمع من عبد المنعم بن الفرسي، وسمع من منصور الفراوي، والمؤيد الطوسي، وزينب الشعرية، وعبد المعز بن محمد الهروي، وعدة. وببغداد من أصحاب قاضي المرستان. حدث عنه ابن النجار، والمحب الطبري، والدمياطي، والقاضي الحنبلي.

## تلاميذه
أخذ العديد من العلماء والفضلاء عنه، من بينهم:
- منصور المشدالي

## وفاته
توفي المرسي في شهر ربيع الأول سنة 655 هـ الموافق 1257، وفي منتصفه بالعريش، وهو متوجه إلى دمشق، فدُفن بتل الزعقة.

## من كتبه
من آثاره:
- التفسير الكبير، يزيد على عشرين جزءًا، سماه «ري الظمآن».
- التفسير الأوسط، عشرة أجزاء.
- التفسير الصغير، ثلاثة.
- الكافي، في النحو.
- الإملاء على المفصل، انتقد فيه نحو سبعين خطأ.